# Haute-Garonne
Haute-Garonne (occitanska: Nauta Garona) är ett departement i sydvästra Frankrike, namngivet efter Garonnefloden. Huvudort är Toulouse. 

## Historia
Haute-Garonne är ett av de ursprungliga 83 departementen skapade under franska revolutionen den 4 mars 1790. Det skapades från en del av den tidigare provinsen Languedoc.

## Geografi
Haute-Garonne är en del av den nuvarande regionen Occitanien och är omgiven av departementen Hautes-Pyrénées, Gers, Tarn-et-Garonne, Tarn, Aude och Ariège. Den gränsar också till Spanien i söder (provinserna Lleida och Huesca). I den tidigare regionindelningen som gällde fram till 2015 tillhörde Haute-Garonne regionen Midi-Pyrénées. 
Departementet korsas av Garonnefloden under nästan 200 kilometer. Allra längst i söder ligger Pyreneerna. Den högsta punkten är Perdiguère med 3 222 meter över havet.

## Demografi
Invånarna i departementet kallas haut-garonnais. Störst andel invånare är området runt Toulouse. Södra delen av departementet är glesbefolkat.